# Puy-Malsignat
Puy-Malsignat – miejscowość i gmina we Francji, w regionie Nowa Akwitania, w departamencie Creuse.
Według danych na rok 1990 gminę zamieszkiwały 194 osoby, a gęstość zaludnienia wynosiła 15 osób/km² (wśród 747 gmin Limousin Puy-Malsignat plasuje się na 437. miejscu pod względem liczby ludności, natomiast pod względem powierzchni na miejscu 496.).